# Bebo
 (février 2025).

Bebo

Bebo est un service de réseautage social en ligne fondé par Michael Birch et sa femme Xochi Birch en janvier 2005, et fermé en 2013. 
Il a été fondé en Californie après que son fondateur a quitté le Royaume-Uni. Le couple avait déjà fondé deux ans auparavant un autre réseau social, Ringo, revendu entretemps.
Bebo met gratuitement à disposition de ses membres enregistrés un espace web personnalisé, permettant d'y faire un blog, d'y envoyer ses photos et d'y remplir diverses informations personnelles. Bebo fait partie du projet Open Social de Google et il est possible d'y intégrer des applications externes comme sur Facebook par exemple. Bebo est disponible en version anglaise, française, allemande, polonaise, espagnole, néerlandaise et italienne, il compte plus de 25 millions d'utilisateurs dans le monde en 2011. Il est surtout connu dans le monde anglophone et particulièrement en Irlande où il est le site Internet le plus populaire en 2011. 
Bebo a été racheté par AOL, filiale de Time Warner, le 13 mars 2008. AOL a en effet acheté le site communautaire Internet Bebo, le petit concurrent du réseau social Facebook et de MySpace, pour 850 millions de dollars payés cash à ses propriétaires (les fondateurs représentant 70%), soit environ 544 millions d'euros. En juillet 2013, le couple fondateur rachète le site à un groupe d'investisseurs qui l'avait racheté 10 millions de dollars en 2010 pour 1 million de dollars. Le site est alors fermé, avec l'espoir pour ses fondateurs d'en rouvrir une version plus moderne, et d'extraire les anciennes données pour que ses anciens usagers puissent les sauvegarder.